# Pallemtjåkko
Pallemtjåkko (Pallimtjåkko) är ett fjäll i svenska Lappland, 10 kilometer söder om Abisko. Högsta toppen är 1 765 meter över havet.
På nordöstra sidan finns en liten glaciär.